# Tectaria acrocarpa
Tectaria acrocarpa là một loài dương xỉ trong họ Tectariaceae. Loài này được Ching Christenh. mô tả khoa học đầu tiên năm 2010.